# Milionia pumilio
Milionia pumilio là một loài bướm đêm trong họ Geometridae.